# Кантемирова, Тереза Махарбековна
Тереза Махарбековна Кантемирова (10 октября 1947 — 15 декабря 2002) — советская и российская актриса театра и кино. Артистка Северо-осетинского государственного академического театра имени В. В. Тхапсаева (1970—2002). Заслуженная артистка РФ (1995).

## Биография
Училась в ГИТИС им. Луначарского
В 1970 году принята в Северо-Осетинский драматический театр.
Скончалась 15 декабря 2002 года.

## Театральные работы
- Анисья («Власть тьмы» — Толстой Л. Н.);

- Василиса («На дне» — Горький М.);

- Иокаста («Царь Эдип» — Софокл);

- Катерина («Гроза» — Островский А. Н.);

- Маша («Три сестры» — Чехов А. П.).

## Фильмография
- 1970 — Азау («Чермен»)
- 1990 — жена Вали («Волшебная папаха»)

## Цитаты
Отрывок из книги Георгия Бекоева:
«Наступил день премьеры „Грозы“. Мне думается, что кое-кто из актеров были не на своих местах в этом спектакле, возможно, и я тоже. Это отрицательно сказалось на успехе спектакля. Главную роль исполняла Тереза Кантемирова. Ее осуждали, мол, ничего нового она не сумела внести в свою роль. Конечно, было в ее исполнении много наигранного, избитого, но то, что Кантемирова рождена для этой роли, казалось бесспорным. Играя роль Бориса, я понял, что Тереза обладает большим талантом. Досталось и мне, говорили, что в моей игре не чувствуется любви к Катерине. Особенно запомнился мне один смехотворный выпад против меня: он, мол, похож на Урузмага Хурумова да еще и подгримировался под него. Можно ли что-либо глупее услышать под сводами театра? Особенно несправедливо отнеслись к Вере Уртаевой, исполнившей в спектакле роль Кабанихи. Наш спектакль занял в Союзе второе место, а Тереза Кантемирова — Катерина заняла первое место среди исполнительниц этой роли. Ее фото было напечатано на обложке журнала „Театральная жизнь“..»